# ガードフィッシュ (原子力潜水艦)
|          |                                   |
| 艦歴     |                                   |
| 発注     | 1960年6月9日                      |
| 起工     | 1961年2月28日                     |
| 進水     | 1965年5月15日                     |
| 就役     | 1966年12月20日                    |
| 退役     | 1992年2月4日                      |
| 除籍     | 1992年2月4日                      |
| その後   | 原子力艦再利用プログラム          |
| 性能諸元 |                                   |
| 排水量   | 3,770トン                         |
| 全長     | 279 ft                            |
| 全幅     | 32 ft                             |
| 吃水     | 29 ft                             |
| 機関     | S5W reactor                       |
| 最大速   | 16 ノット                         |
| 乗員     | 士官、兵員99名                    |
| 兵装     | 21インチ魚雷発射管4基、サブロック |
| モットー |                                   |

ガードフィッシュ (USS Guardfish, SSN-612) は、アメリカ海軍の原子力潜水艦。パーミット級原子力潜水艦の10番艦。艦名はカワカマスの一種に因んで命名された。その名を持つ艦としてはガトー級潜水艦6番艦(SS-217)以来2隻目。

## 艦歴
ガードフィッシュの建造は1960年6月9日にニュージャージー州カムデンのニューヨーク造船所に発注され、1961年2月28日に起工した。1965年5月15日にケネス・E・ベリユー海軍次官補の夫人によって命名、進水し、1966年12月20日に艦長ガルマー・A・ハインズ中佐の指揮下就役した。
1967年2月15日にカムデンを出港、プエルトリコのサンフアンで整調訓練および演習を行い、パナマ運河を通過、母港の真珠湾で太平洋艦隊第7潜水戦隊に合流した。就役初年で何回かの作戦活動に参加し、40,000マイルの距離を巡航した。
1968年1月13日、艦長にH・A・ベントン中佐が就任する。最初の6ヶ月間に及ぶ西太平洋配備で様々な訓練および任務を経験し、その後大西洋海域に戻り、ミシシッピ州パスカグーラのインガルス造船所でオーバーホールに入る。
1970年11月4日にD・C・ミントン三世中佐が艦長に就任、オーバーホールが完了すると太平洋での任務に復帰した。太平洋における様々な任務の功績により、ガードフィッシュは殊勲部隊章を受章した。
1972年12月15日、B・G・バルダーストン中佐が艦長に就任、1973年3月31日にはW・S・リッチ中佐と任務を交代した。1974年8月14日、ガードフィッシュは612回目の潜水に成功した。同年真珠湾造船所でオーバーホールを受け、続いて西太平洋への配備が行われた。1975年6月に真珠湾を出航し、カリフォルニア州ヴァレーホへ母港が変更された。
1975年7月9日、G・H・カナディ・ジュニア少佐が艦長に就任した。1975年8月にメア・アイランド海軍造船所に入渠、燃料交換が行われた。1977年7月に任務に復帰し、母港はカリフォルニア州サンディエゴに変更され、第3潜水戦隊に配属された。1979年1月、ガードフィッシュは西太平洋での6ヶ月の配備を完了した。
1979年2月9日、R・E・ヴォーン中佐が艦長に就任した。1980年に6ヶ月間の西太平洋配備に出航し、この配備の功績で殊勲部隊章を受章した。
1982年7月2日、D・A・オルトラヴァー中佐が艦長に就任する。ガードフィッシュは対潜水艦戦演習の「E」およびコミュニケーションの「C」を1982年と83年の両年受賞し、1984年の春にはシルバーアンカーを受賞した。1983年9月にメア・アイランド海軍造船所に定期オーバーホールのため入渠し、作業は1985年8月に完了した。
1985年8月24日、T・W・ハック中佐が艦長に就任、ガードフィッシュは1987年1月に6ヶ月間の西太平洋配備を成功裡に完了し、殊勲部隊章を受章した。1985年と86ねにはシルバーアンカーを受章し、潜水戦隊の三つの戦闘効率賞「E」対潜水艦戦「A」補給「E」を受章、1987年度の太平洋艦隊における最も戦闘効率の改善がはかられた艦としてアーレイ・バーク艦隊トロフィーを受賞した。
1987年11月7日、J・B・ブライアント中佐が艦長に就任した。ガードフィッシュは2度の西太平洋配備および1988年9月から1990年10月の間に3ヶ月間の選択的安定信頼性を達成した。また、1988年から90年まで3年連続してデッキ航海術賞を受賞し、1989年にはシルバーアンカーおよび戦闘効率賞「E」を受賞した。
1990年11月17日、P・M・ヒギンズ中佐が艦長に就任した。ガードフィッシュは北太平洋配備の後、ワシントン州ブレマートンのピュージェット・サウンド海軍造船所に母港を変更した。その後1991年7月に不活性化の準備に入り、1992年2月4日に退役、同日除籍された。船体は原子力艦再利用プログラムに従って解体され、1992年7月9日に作業は完了した。